# Saint-Pardoux-les-Cards
Pour les articles homonymes, voir Saint-Pardoux.
Saint-Pardoux-les-Cards est une commune française située dans le département de la Creuse en région Nouvelle-Aquitaine.

## Géographie
Saint Pardoux-les-Cards se situe entre les communes de Lavaveix-les-Mines et Chénérailles. La Goze, affluent de la Voueize, prend sa source sur la commune.

### Communes limitrophes
| Cressat            | Saint-Dizier-la-Tour    | Chénérailles      |
| Moutier-d'Ahun     | Saint-Pardoux-les-Cards |                   |
| Lavaveix-les-Mines | Saint-Martial-le-Mont   | Issoudun-Létrieix |

### Climat
Pour des articles plus généraux, voir Climat de la Nouvelle-Aquitaine et Climat de la Creuse.
Historiquement, la commune est exposée à un climat montagnard.  
En 2020, Météo-France publie une typologie des climats de la France métropolitaine dans laquelle la commune est exposée à un climat de montagne et est dans la région climatique  Ouest et nord-ouest du Massif Central, caractérisée par une pluviométrie annuelle de 900 à 1 500 mm, maximale en automne et en hiver.
Pour la période 1971-2000, la température annuelle moyenne est de 10,1 °C, avec une amplitude thermique annuelle de 14,8 °C. Le cumul annuel moyen de précipitations est de 1 020 mm, avec 12,4 jours de précipitations en janvier et 7,7 jours en juillet. Pour la période 1991-2020, la température moyenne annuelle observée sur la station météorologique la plus proche, située sur la commune d'Aubusson à 15 km à vol d'oiseau, est de 10,1 °C et le cumul annuel moyen de précipitations est de 939,1 mm,. Pour l'avenir, les paramètres climatiques de la commune estimés pour 2050 selon différents scénarios d'émission de gaz à effet de serre sont consultables sur un site dédié publié par Météo-France en novembre 2022.

## Urbanisme

### Typologie
Au 1er janvier 2024, Saint-Pardoux-les-Cards est catégorisée commune rurale à habitat très dispersé, selon la nouvelle grille communale de densité à 7 niveaux définie par l'Insee en 2022.
Elle est située hors unité urbaine. Par ailleurs la commune fait partie de l'aire d'attraction de Guéret, dont elle est une commune de la couronne,. Cette aire, qui regroupe 72 communes, est catégorisée dans les aires de moins de 50 000 habitants,.

### Occupation des sols
L'occupation des sols de la commune, telle qu'elle ressort de la base de données européenne d’occupation biophysique des sols Corine Land Cover (CLC), est marquée par l'importance des territoires agricoles (79,1 % en 2018), une proportion identique à celle de 1990 (79,1 %). La répartition détaillée en 2018 est la suivante : 
prairies (54,1 %), zones agricoles hétérogènes (25 %), forêts (20,9 %). L'évolution de l’occupation des sols de la commune et de ses infrastructures peut être observée sur les différentes représentations cartographiques du territoire : la carte de Cassini (XVIIIe siècle), la carte d'état-major (1820-1866) et les cartes ou photos aériennes de l'IGN pour la période actuelle (1950 à aujourd'hui).

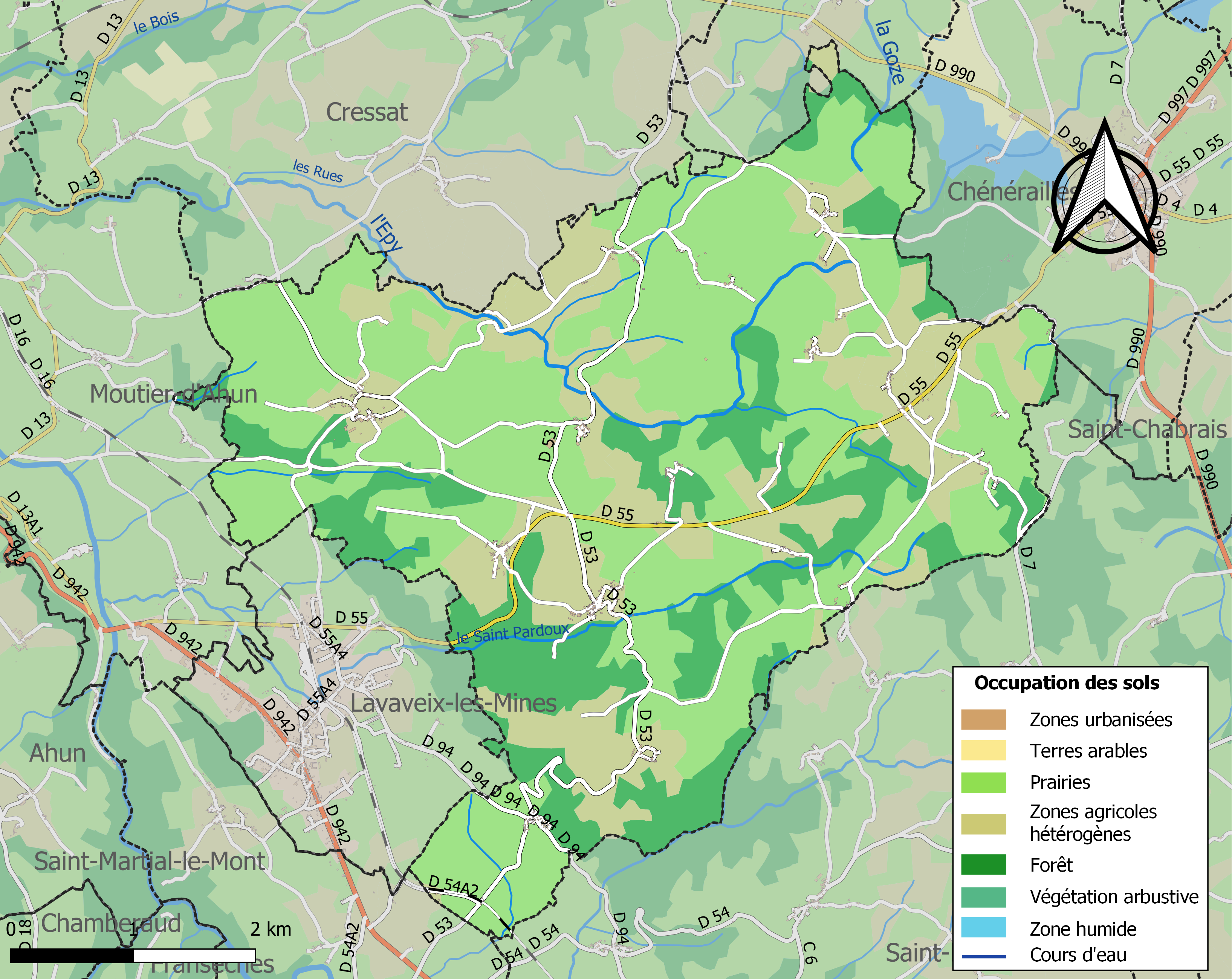
Carte des infrastructures et de l'occupation des sols de la commune en 2018 (CLC).

#### Transport routier
- Réseau TransCreuse

### Risques majeurs
Le territoire de la commune de Saint-Pardoux-les-Cards est vulnérable à différents aléas naturels : météorologiques (tempête, orage, neige, grand froid, canicule ou sécheresse) et séisme (sismicité faible). Il est également exposé à deux risques particuliers : le risque minier et le risque de radon. Un site publié par le BRGM permet d'évaluer simplement et rapidement les risques d'un bien localisé soit par son adresse soit par le numéro de sa parcelle.

#### Risques naturels

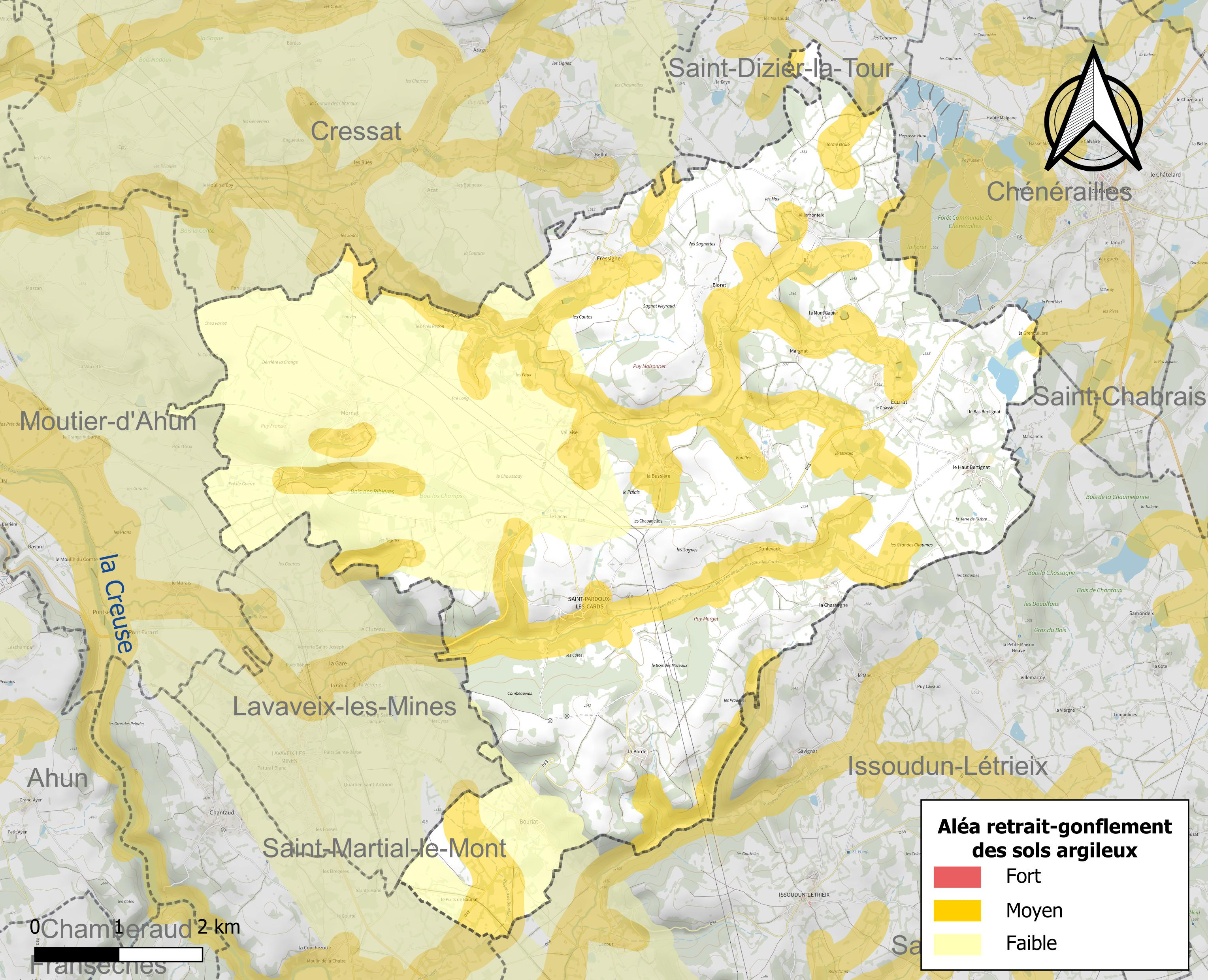
Carte des zones d'aléa retrait-gonflement des sols argileux de Saint-Pardoux-les-Cards.

Le retrait-gonflement des sols argileux est susceptible d'engendrer des dommages importants aux bâtiments en cas d’alternance de périodes de sécheresse et de pluie. 27,5 % de la superficie communale est en aléa moyen ou fort (33,6 % au niveau départemental et 48,5 % au niveau national). Sur les 274 bâtiments dénombrés sur la commune en 2019,  93 sont en aléa moyen ou fort, soit 34 %, à comparer aux 25 % au niveau départemental et 54 % au niveau national. Une cartographie de l'exposition du territoire national au retrait gonflement des sols argileux est disponible sur le site du BRGM,.
Par ailleurs, afin de mieux appréhender le risque d’affaissement de terrain, l'inventaire national des cavités souterraines permet de localiser celles situées sur la commune.
La commune a été reconnue en état de catastrophe naturelle au titre des dommages causés par les inondations et coulées de boue survenues en 1982 et 1999. Concernant les mouvements de terrains, la commune a été reconnue en état de catastrophe naturelle au titre des dommages causés par des mouvements de terrain en 1999.

#### Risques particuliers
Le bassin houiller d’Ahun a été le siège d’une exploitation de charbon pendant près de deux siècles, les travaux miniers sont définitivement arrêtés sur l’ensemble du bassin depuis 1969. Il couvre une surface d’environ 25 km2 (14 km de long pour 1 à 2 km de large). La commune, faisant partie de ce bassin, est concernée par le risque minier, principalement lié à l’évolution des cavités souterraines laissées à l’abandon et sans entretien après l’exploitation de ces mines. Un Plan de prévention des risques miniers (PPRm), introduit par la loi du 30 mars 1999 et établi par l’État, a été élaboré et approuvé le 11 mai 2012 pour les cinq communes du bassin houiller d’Ahun,.
Dans plusieurs parties du territoire national, le radon, accumulé dans certains logements ou autres locaux, peut constituer une source significative d’exposition de la population aux rayonnements ionisants. Certaines communes du département sont concernées par le risque radon à un niveau plus ou moins élevé. Selon la classification de 2018, la commune de Saint-Pardoux-les-Cards est classée en zone 3, à savoir zone à potentiel radon significatif.

## Toponymie
La commune se nomme Sent Pardol Los Cars en occitan.

## Politique et administration

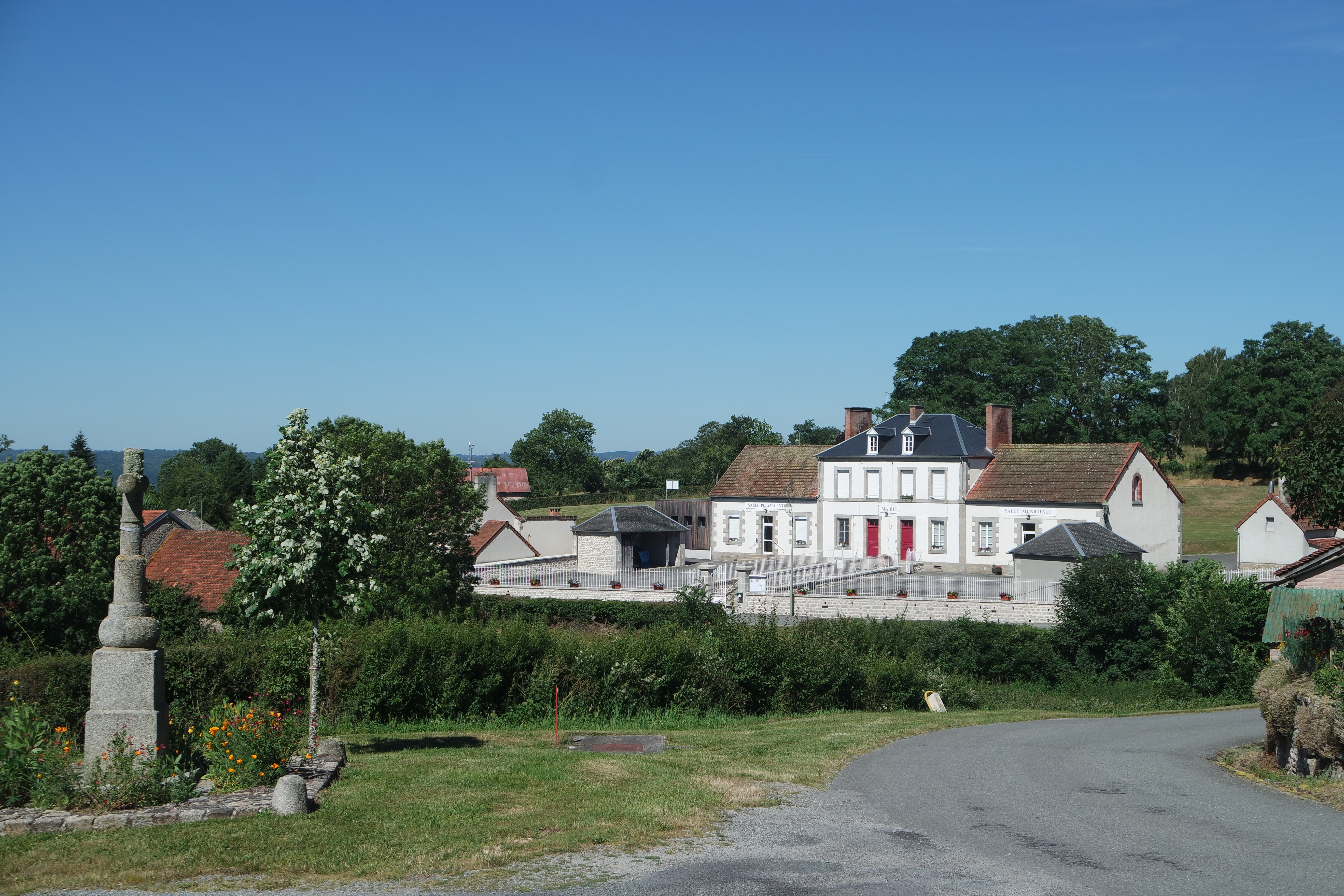
La mairie de Saint-Pardoux-les-Cards

| Période                                  | Période  | Identité      | Étiquette | Qualité                    |
| ---------------------------------------- | -------- | ------------- | --------- | -------------------------- |
| 1994                                     | 2008     | Robert Glomot |           |                            |
| 2008                                     | En cours | Aimé Sauvanet | DVD       | Retraité Fonction publique |
| Les données manquantes sont à compléter. |          |               |           |                            |

## Démographie
L'évolution du nombre d'habitants est connue à travers les recensements de la population effectués dans la commune depuis 1793. Pour les communes de moins de 10 000 habitants, une enquête de recensement portant sur toute la population est réalisée tous les cinq ans, les populations de référence des années intermédiaires étant quant à elles estimées par interpolation ou extrapolation. Pour la commune, le premier recensement exhaustif entrant dans le cadre du nouveau dispositif a été réalisé en 2008.

En 2022, la commune comptait 289 habitants, en évolution de −0,34 % par rapport à 2016 (Creuse : −3,32 %, France hors Mayotte : +2,11 %).
| 1793  | 1800 | 1806  | 1821  | 1831  | 1836  | 1841  | 1846  | 1851  |
| ----- | ---- | ----- | ----- | ----- | ----- | ----- | ----- | ----- |
| 1 240 | 885  | 1 143 | 1 261 | 1 274 | 1 285 | 1 221 | 1 282 | 1 250 |

| 1856  | 1861  | 1866  | 1872  | 1876  | 1881  | 1886  | 1891  | 1896  |
| ----- | ----- | ----- | ----- | ----- | ----- | ----- | ----- | ----- |
| 1 252 | 1 197 | 1 873 | 1 228 | 1 276 | 1 208 | 1 279 | 1 290 | 1 252 |

| 1901  | 1906  | 1911  | 1921 | 1926 | 1931 | 1936 | 1946 | 1954 |
| ----- | ----- | ----- | ---- | ---- | ---- | ---- | ---- | ---- |
| 1 260 | 1 186 | 1 138 | 924  | 895  | 780  | 772  | 685  | 593  |

| 1962 | 1968 | 1975 | 1982 | 1990 | 1999 | 2006 | 2008 | 2013 |
| ---- | ---- | ---- | ---- | ---- | ---- | ---- | ---- | ---- |
| 515  | 488  | 449  | 403  | 352  | 298  | 294  | 295  | 296  |

| 2018 | 2022 | - | - | - | - | - | - | - |
| ---- | ---- | - | - | - | - | - | - | - |
| 283  | 289  | - | - | - | - | - | - | - |

## Lieux et monuments

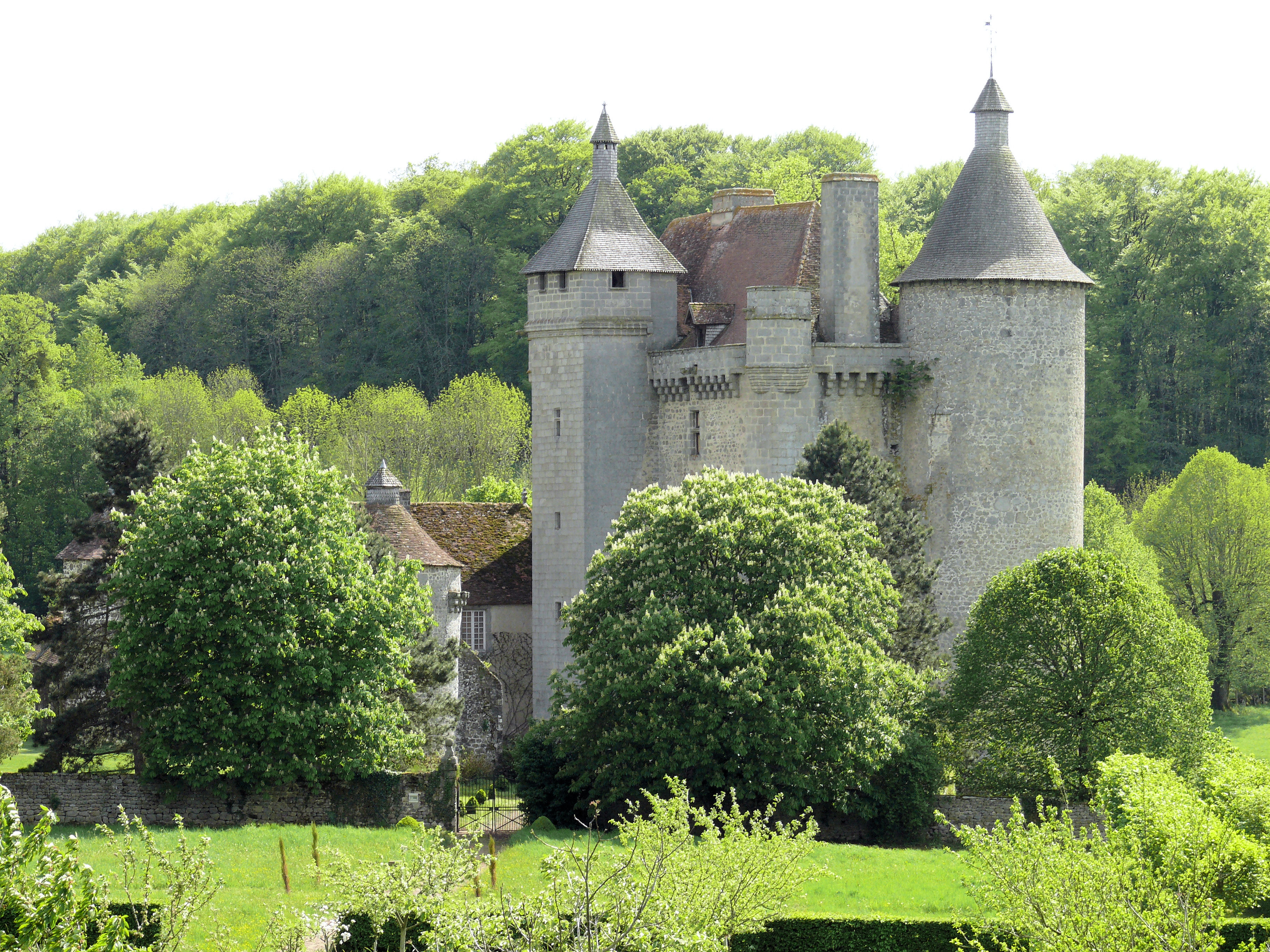
Château de Villemonteix.

- Église Saint-Pardoux de Saint-Pardoux-les-Cards.
- Le château de Villemonteix : c'est un château privé datant du XVe siècle, avec un donjon, un chemin de ronde, des échauguettes et un pigeonnier, mais aussi un tilleul tricentenaire. Façade et toiture (MH), puits (IMH), tours en poivrière et chemin de ronde à échauguettes, donjon central carré, mâchicoulis, pigeonnier fortifié XVe siècle/XVIe siècle, tapisseries d'Aubusson et des Flandres XVIe siècle à XVIIIe siècle. À l'intérieur, on peut admirer des tapisseries d'Aubusson et des Flandres datant des XVIe et XVIIIe siècles, du mobilier et des porcelaines de Sèvres également du XVIIIe siècle. L'accueil est assuré par les propriétaires. L'édifice est classé et partiellement inscrit au titre des monuments historiques en 1932, 1946 et 2010[25].

Le château est souvent localisé à tort dans la commune de Chénérailles !